# 순천팔마고등학교
순천팔마고등학교(順天八馬高等學校)는 대한민국 전라남도 순천시 용당동에 있는 공립 고등학교이다.

## 학교 연혁
- 2006년 12월 28일 : 순천팔마고등학교 설립 인가 (8학급, 완성 24학급)
- 2007년 3월 1일 : 초대 기호춘 교장 취임
- 2007년 3월 2일 : 순천팔마고등학교 개교, 제1회 입학식 (286명 입학)
- 2007년 4월 3일 : 순천팔마고등학교 개교기념식
- 2010년 2월 11일 : 제1회 졸업식(졸업생 270명 배출)
- 2011년 2월 25일 : 팔마학숙(기숙사) 증축
- 2017년 3월 1일 : 상설학습지도 연구학교 운영
- 2023년 9월 1일 : 제6대 문균열 교장 부임
- 2025년 2월 6일 : 제16회 졸업식(185명 졸업, 총 3,818명 졸업)
- 2025년 3월 4일 : 입학식(남 83명, 여 94명 총 177명)

## 참고 자료
- 순천팔마고등학교 - 한국교육학술정보원 학교알리미